# Palazzo Giovannini Luminati
Palazzo Giovannini Luminati è un'antica residenza nobiliare di Urbino, posta a metà della strada di Valbona (Via G. Mazzini).

## Storia
Fu eretto dalla famiglia Giovannini, su edifici già esistenti, tra la fine del XV e l'inizio del XVI secolo, adottando un'architettura che riecheggia ampiamente le forme rinascimentali del Palazzo Ducale cittadino ed in particolare i modelli di Francesco di Giorgio Martini, a cui viene attribuito.
Verso la fine del XVI secolo, i Giovannini lo cedettero ai confinanti Buffi; quest'ultimi, dopo qualche tempo, lo rivendettero ai Palma.
Nella prima metà del XVIII secolo appartenne agli Ambrosi e poi all'assisiate Pietro Serafini, cantore presso la Cappella musicale del SS. Sacramento nella Cattedrale cittadina. Fu proprietà del Serafini negli anni cinquanta del XVIII secolo, il quale permutò poi il palazzo con quello dei Luminati, sul lato opposto della via. Agli inizi degli anni sessanta, i Luminati comprarono per intero l'edificio, comprese le botteghe a livello della strada. Sul finire del XIX secolo, i Luminati lo cedettero ai Lucciarini e poi fu suddiviso tra vari proprietari.

## Descrizione
Sorge sul terreno discendente di Valbona, stretto tra i colli del Poggio e del Monte. La facciata principale prospetta ad ovest su via G. Mazzini e si sviluppa con una pianta rettangolare stretta tra i palazzi vicini verso la fronte orientale, confinante con le facciate posteriori delle case poste su corso Garibaldi, ai piedi del colle del Poggio.
Nel progetto originario, la facciata orientale si sarebbe dovuta aprire ad ali, con al centro il cortile interno ed ai lati due corpi del palazzo, il tutto concluso da un giardino che doveva giungere fino ai piedi del colle del Poggio. Ma tale progetto non fu completato, con la realizzazione di solo uno dei corpi laterali (quello meridionale a valle) sulla facciata posteriore.
Il palazzo si sviluppa su tre piani, con una facciata principale scandita da due ordini di tre finestre architravate, abbellite da cornici lapidee, definite da lesene corinzie scanalate sorreggenti una trabeazione. I due ordini di finestre poggiano su una cornice marcadavanzale e sulla muratura predomina il mattone a vista con frammenti affrescati e a graffito, che lasciano trasparire un pregevole disegno (in pessime condizioni conservative). Sulla fronte principale, spicca al centro un portale centinato e con cornice in pietra a bugne, dal quale si sviluppa un lungo corridoio abbellito dalle cornici rinascimentali delle quattro porte alle estremità (due per lato).
La facciata posteriore, verso il cortile interno, anch'essa dominata dal mattone a vista, è quella che conserva maggiormente lo stile martiniano, con le murature scandite da lesene sul modello della facciata, verso il giardino pensile, dell'ex monastero di Santa Chiara; anche se qui le arcate al livello del primo e del secondo piano sono state ridotte o tamponate.
Inoltre sulle due facciate esterne si conservano, quasi interamente (soprattutto sulla facciata principale), i ganci in ferro (tra cui gli Erri) per i tendaggi quattrocenteschi delle finestre.
Gli interni presentano, oltre alle incorniciature in pietra di alcune porte, alcune sale coperte da volte a crociera o da soffitti lignei a cassettoni.